# Malattia da deposito di glicogeno, tipo 4
La malattia da deposito di glicogeno, tipo 4, nota anche come malattia di Andersen, è una forma di glicogenosi, un gruppo di malattie riguardanti l'accumulo del glicogeno nell'organismo, causata da un errore congenito del metabolismo. Tale condizione è il risultato di una mutazione nel gene GBE1, che causa un difetto nell'enzima ramificato del glicogeno. Pertanto, il glicogeno non viene prodotto correttamente e le molecole di glicogeno anormali si accumulano nelle cellule; in particolare in quelle cardiache e muscolari. La gravità di questa malattia varia in base alla quantità dell'enzima prodotto. La malattia da glicogenosi di tipo IV è a trasmissione autosomica recessiva, il che significa che ogni genitore ha una copia mutante del gene ma non mostra alcun sintomo della malattia. Colpisce 1 individuo su 800 000 in tutto il mondo, rappresentando il 3% di tutte le malattie da accumulo del glicogeno.
Le manifestazioni cliniche sono: epatomegalia, cirrosi con ipertensione portale, ipotonia muscolare e morte nei primi 2-3 anni di vita. È una patologia multi sistemica, quindi, il trapianto di fegato a lungo termine non è ancora noto.
Prende il nome dal medico statunitense Dorothy Hansine Andersen.